# داگلاس او-۴۶
داگلاس او-۴۶ (به انگلیسی: Douglas O-46) یک هواپیمای ساختِ کارخانهٔ شرکت هواپیماسازی داگلاس در کشور ایالات متحده آمریکا است که در سال ۱۹۳۶-۱۹۳۷ ساخته شد. نخستین استفاده‌کنندهٔ این هواپیما تفنگداران هوایی ارتش ایالات متحده آمریکا بوده‌است. این هواپیما برای نخستین بار در ۱۹۳۵ میلادی مورد استفاده قرار گرفت.